# Kaukapakapa

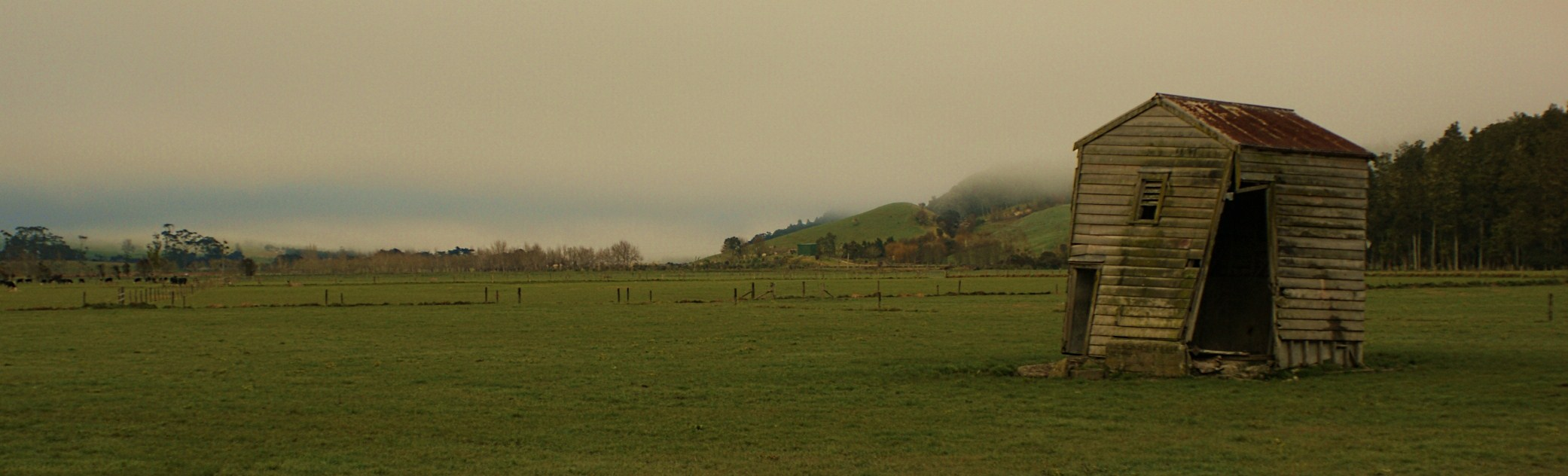
Altes Schlachthaus

Kaukapakapa ist ein Dorf im Stadtgebiet des Auckland Council auf der Nordinsel von Neuseeland. Bis Oktober 2010 gehörte das Dorf zum Rodney District, der ab 1. November 2010 dem neu gebildeten Auckland Council zugeordnet wurde.

## Namensherkunft
Kaukapakapa bedeutet in der Sprache der Māori „Schwimmen mit viel Geplansche“, wobei „kau“ für schwimmen steht und „kapakapa“ für mit den Flügeln schlagen. Diese Bezeichnung bekam der Ort, weil die Wildenten des Flusses mit ihren Flügeln auf das Wasser schlagen, wenn sie aufgescheucht werden.

## Geographie
Das Dorf liegt rund 18 km westlich von Orewa und rund 35 km nordwestlich des Stadtzentrums von Auckland in einer kleinen Ebene, die sich rund 5 km östlich des Kawa Parua Inlets, dem südlichen Teil des Kaipara Harbour, auftut. Helensville, als nächstgrößere Ort befindet sich 7,5 km südwestlich. Der Kaukapakapa River fließt südlich der Gemeinde in westlicher Richtung und mündet in das Kawa Parua Inlet.

## Geschichte
Der Kaukapakapa District wurde 1860 gegründet, als die Regierung Land von den ortsansässigen Māori kaufte und einen Teil an eine Handvoll Siedler verkaufte. In den 1860er und frühen 1870er Jahren kamen weitere Siedler bevorzugt aus Schottland und England.
Im Jahr 1872 wurde eine methodistische Kirche im Ort errichtet. Ab 1963 bestand eine monatliche Bootsverbindung zwischen Kaukapakapa und der nördlichen Kaipara. Bereits in den frühen 1880er Jahren gab es Straßen nach Riverhead, Tauhoa und Helensville. Diese waren jedoch von schlechter Qualität, so dass der Fluss Hauptverkehrsweg blieb. 1920 bestand der Belag der Straßen immer noch weitgehend aus Schotter.
Die Entwicklung der Region um Kaukapakapa beruht auf der Holzwirtschaft. Das Holz der geschlagenen Kauri-Bäume wurde mittels Flöße den Kaukapakapa River hinab in den Kaipara Harbour getrieben, wo es zum Export auf Seeschiffe verladen wurde. Die Suche nach fossilem Kauri-Harz, das sog. „Gum-digging“, begann 1873/74 und wurde bis mindestens 1914 betrieben. Ein weiterer Wirtschaftszweig war in den 1880er Jahren die Verarbeitung von Neuseelandflachs. Von 1864 bis in die 1880er existierte eine Werft für den Schiffsbau.
Die Eisenbahnlinie desNorth Auckland Railway erreichte Kaukapakapa im Jahre 1889. In der Nähe des Bahnhofs wurde eine Molkerei zur Butterherstellung errichtet, um die sich entwickelnde Milchwirtschaft zu unterstützen.

## Bevölkerung
Im Jahr 1881 hatte die Gegend um Kaukapakapa 311 Einwohner. Zum Zensus im Jahr 2013 zählten die Statistiker 444 Einwohner.

## Infrastruktur

### Straßenverkehr
Durch das Dorf führt der New Zealand State Highway 16 und verbindet ihn mit Helensville im Südwesten und Wellsford im Norden.

### Schienenverkehr
Die Bahnstrecke Auckland–Opua führt ebenfalls durch das Dorf. Der Personenverkehr auf der Strecke wurde allerdings schon 1976 aufgegeben, der ehemals bestehende Bahnhof aufgelassen.

### Bildungswesen
Das Dorf hat zwei Vorschuleinrichtungen, die Kaukapakapa Pre-School nahe der Grundschule und ein 1976 gegründetes Playcentre in der Macky Road.
Mit der Kaukapakapa School besitzt das Dorf eine Grundschule für die 1. bis 8. Klasse und zählte im Jahr 2015 256 Schülern. Die Schule feierte 1998 ihr 125. Jubiläum.
Außerdem gehört die Grundschule in Waitoki zu Kaukapakapa.

### Medien
Kaukapakapa hatte ein per Post an die Einwohner verteiltes Lokalblatt, den „Kaukapakapa Kourier“. Dieser war auch im pdf-Format verfügbar.

## Persönlichkeiten
- Tony Woodcock (* 1981), Rugby-Nationalspieler
- Clint Brown, früherer Nachrichtensprecher von TV3